# Habenaria dives
Habenaria dives är en orkidéart som beskrevs av Heinrich Gustav Reichenbach. Habenaria dives ingår i släktet Habenaria och familjen orkidéer. Inga underarter finns listade i Catalogue of Life.